# NSS-513
O NSS-513 (anteriormente denominado de Intelsat VA F-13 e Intelsat 513) foi um satélite de comunicação geoestacionário que foi construído pela Ford Aerospace, ele esteve localizado na posição orbital de 53 graus oeste de onde ele substituiu o Intelsat V F-3, e era inicialmente de propriedade da Intelsat que o transferiu em 30 de novembro de 1998  para a New Satellite Skies. O satélite foi baseado na plataforma Intelsat-5 bus e sua expectativa de vida útil era de 9 anos. O mesmo saiu de serviço em julho de 2003 e foi enviado para uma órbita cemitério.

## Lançamento
O satélite foi lançado com sucesso ao espaço no dia 17 de maio de 1988, abordo de um foguete Ariane 2 V23 lançado a partir da Base de lançamento espacial do Centro Espacial de Kourou, na Guiana Francesa. Ele tinha uma massa de lançamento de 2 013 kg.

## Capacidade
O NSS-513 era equipado com 26 transponders de banda C e 6 de banda Ku para 15.000 circuitos de áudio e 2 canais de TV.